# Youtuber
Um youtuber, também conhecido como personalidade do YouTube, celebridade do YouTube ou criador de conteúdo do YouTube, é um tipo de celebridade e cinegrafista da Internet que ganhou popularidade no site de compartilhamento de vídeos YouTube. Às vezes, networks (redes) apoiam tais celebridades. Algumas personalidades do YouTube têm patrocinadores corporativos que pagam pela colocação de produtos em seus clipes ou produção de anúncios online. Desde junho de 2024, Mr Beast, é o canal com mais assinaturas no YouTube, com mais de trezentos e vinte milhões de inscritos. Enquanto o Canal KondZilla é atualmente o canal lusófono com mais inscritos no YouTube, com cinquenta milhões de inscritos.

## Etimologia
O termo "youtuber" refere-se à(s) pessoa(s) cuja principal ou única plataforma são canais do YouTube, sub páginas personalizadas da plataforma de compartilhamento de vídeos.

## História

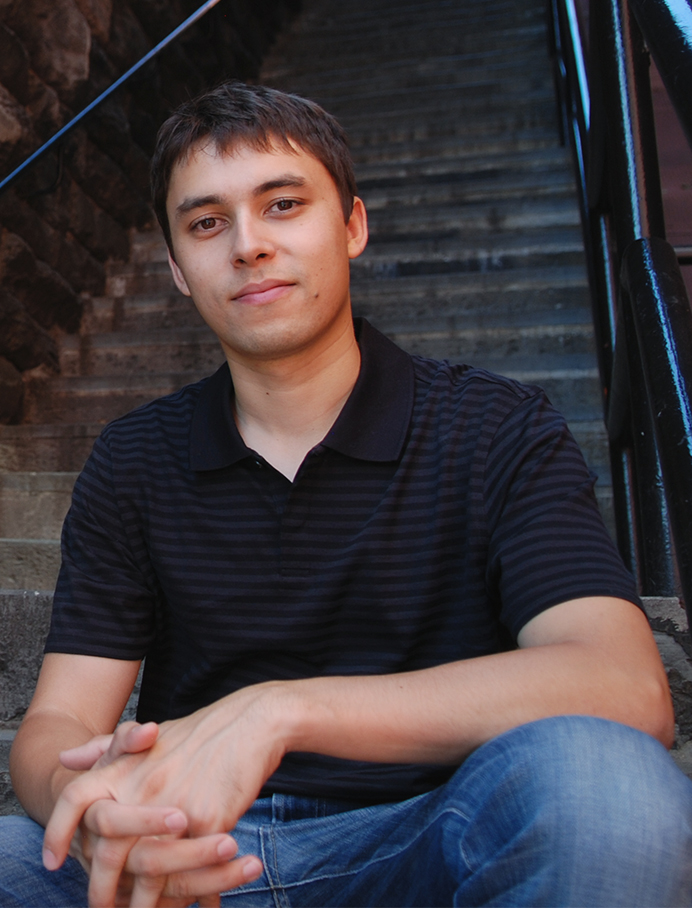
O cofundador do YouTube, Jawed Karim, criou o primeiro canal do YouTube "Jawed" em 23 de abril de 2005.

O domínio da Internet "youtube.com" foi ativado em 14 de fevereiro de 2005 por Chad Hurley, Steve Chen e Jawed Karim, quando eles trabalhavam para o PayPal. O primeiro canal do YouTube "Jawed" foi criado em 23 de abril de 2005 PDT (24 de abril de 2005 UTC) pelo cofundador do YouTube com o mesmo nome. Ele fez o upload do primeiro vídeo do YouTube, um pequeno clipe de vlog intitulado Me at the zoo, no mesmo dia.
Em outubro de 2005, o YouTube introduziu a capacidade de se inscrever nos canais do YouTube. O New York Times afirma que a maioria dos vídeos do YouTube até 2006 se concentrava em diferentes formas de talento, citando acrobacias, sincronia labial e o talento de outras pessoas que estavam sendo transferidos por meio de clipes como clipes do Saturday Night Live. Em junho de 2006, empresas reconhecidas de Hollywood e da indústria da música começaram a estabelecer laços comerciais formais com o talento "caseiro" do YouTube - o primeiro a ser considerado o blogueiro comediante Brooke "Brookers" Brodack (por meio de Carson Daly), então o cantor Justin Bieber (através de Usher), e o médico satirista Bassem Youssef (através de uma rede de televisão egípcia). Em 2007, o YouTube iniciou o "Programa para Parceiros", um acordo de compartilhamento de receita de anúncios que permitia aos youtubers ganhar dinheiro com os vídeos enviados para o site.
Em outubro de 2015, havia mais de 17.000 canais do YouTube com mais de 100.000 inscritos, e quase 1.500 com mais de um milhão. Esses números cresceram para 115.000 e 11.000 canais do YouTube a partir de 2019, respectivamente. [carece de fontes?]

## Influência
De acordo com vários estudos, os youtubers se tornaram uma importante fonte de informação e entretenimento para a geração do milênio. Youtubers influentes são frequentemente descritos como microcelebridades. Como o YouTube é amplamente concebido como uma plataforma de vídeo de mídia social, as microcelebridades não parecem estar envolvidas com o sistema estabelecido e comercial da cultura de celebridades, mas parecem autogovernados e independentes. Essa aparência, por sua vez, faz com que os usuários do YouTube sejam vistos como mais compreensíveis e autênticos, também promovidos pela conexão direta entre artista e espectador usando o meio do YouTube.
Em uma pesquisa realizada em 2014 pela Universidade do Sul da Califórnia entre 13 e 18 anos nos Estados Unidos, sobre se 10 celebridades do YouTube ou 10 celebridades tradicionais eram mais influentes, as personalidades do YouTube ocuparam os cinco primeiros lugares do ranking, com Smosh sendo o mais influente. Quando repetida em 2015, a pesquisa encontrou seis youtubers nos primeiros postos, com o KSI classificado como o mais influente.
Vários youtubers proeminentes e sua influência foram sujeitos de estudos científicos, como Zoella e PewDiePie. Devido a esse nível de influência, Robert Hovden defendeu a criação de um novo índice semelhante ao índice-g e ao índice-h para avaliar a saída e o impacto de uma pessoa no YouTube.
Em Portugal, o culto pelos youtubers é estatisticamente identificável: 76,4% das crianças portuguesas (dos 9 aos 13 anos) acompanham youtubers. Dessas, cerca de 36,4% dedicam uma hora, 18,3% gastam duas horas, 12,7% ocupam três horas e 16,4% dispensam quatro horas semanais a ver canais de youtubers. As principais razões invocadas pelos jovens para seguir youtubers são: a capacidade de domínio técnico, a capacidade de produzir conteúdos, a capacidade de entretenimento, os aspetos associados à personalidade, a capacidade comunicacional e a respectiva projeção social. Por seu turno, as razões que levam as crianças a querer ser youtubers são de quatro ordens: afirmação social, autorrealização pelo domínio técnico, autorrealização pelo teor dos conteúdos e valorização da plataforma YouTube.
Uma pesquisa de 2019 feita pela Lego com crianças de 8 a 12 anos nos EUA, Reino Unido, e China, além de pais com crianças de 5 a 12 anos, apontou que mais crianças sonham em se tornarem YouTubers do que qualquer outra profissão, nos EUA e Reino Unido, enquanto na China a profissão mais almejada pelas crianças era a de astronauta.

## Sucesso comercial

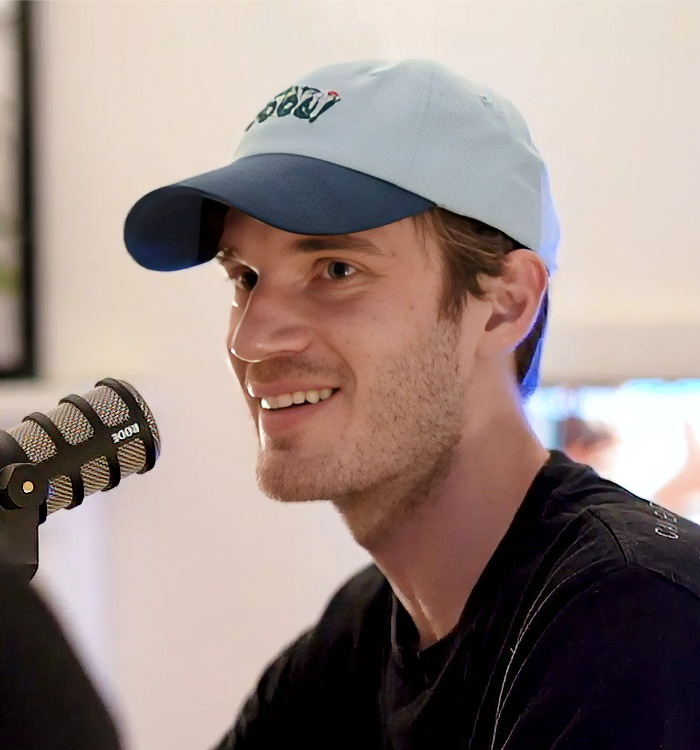
Felix Arvid Uld Kjellberg (PewDiePie), youtuber popular com mais de 111 milhões de inscritos

O sucesso de seus vídeos no YouTube fez dos youtubers o alvo de patrocinadores corporativos que pagam para serem incluídos nos vídeos. Em 2015, a Forbes informou que Felix Kjellberg, conhecido no YouTube como PewDiePie, havia ganho US$ 12 milhões em 2014, mais do que alguns atores populares como Cameron Diaz ou Gwyneth Paltrow. Em agosto de 2018, Walmart, Nordstrom e outros também procuram estrelas do YouTube para embaixadores.

## YouTube Rewind
No final de cada ano, desde 2010, o YouTube lança um vídeo do YouTube Rewind com alguns youtubers populares do ano em questão. O vídeo apresenta os vídeos, pessoas, músicas, filmes, memes e momentos mais populares do ano no YouTube e em outros lugares.